# Косовскомитровачки округ (УНМИК)
Косовскомитровачки округ је један од садашњих седам округа Косова и Метохије по УНМИК-овој подели, а центар округа је Косовска Митровица. Округ чине општине Северна и Јужна Косовска Митровица, Лепосавић, Србица, Вучитрн, Зубин Поток и Звечан.
Овај округ заузима исту територију као и Косовскомитровачки управни округ по званичној административној подели Републике Србије.
Албанци чине већину становништва у општинама Јужна Косовска Митровица, Вучитран и Србица, док су Срби у већини у општинама Лепосавић, Звечан и Зубин Поток, као и у Северној Косовској Митровици.

## Оснивање
Стварање УНМИК-ових регионалних структура започело је недуго по доласку мисије УН на Косово и Метохију. Решењем УНМИК-а бр. 14 од 21. октобра 1999. године, на подручју Косова и Метохије установљена је функција регионалних администратора (Regional Administrators). Приликом доношења ове одлуке УНМИК је поштовао дотадашњу поделу на пет округа, тако да је један од првих регионалних администратора био постављен у Косовској Митровици.
Регионални администратори су били службеници УНМИК-а и бирани су из редова страних дипломата и бивших високих официра, већином из држава чланица НАТО. Међу првим косовскомитровачким регионалним администраторима су били: Марио Морконе (Mario Morcone, 1999-2000) из Италије, Вилијам Неш (William L. Nash, пролеће-јесен 2000) из САД и Ентони Велч (Anthony Welch, 2000-2001) из Велике Британије.
Иако је Република Србија преко својих окружних и општинских органа (од којих је већина након јуна 1999. године била измештена из својих званичних средишта) настојала да успостави коректну сарадњу са УНМИК-овим регионалним администраторима (првенствено у области заштите локалног српског становништва) у пракси се показало да се један од главних циљева оснивања поменутих УНМИК-ових органа огледао у постепеном сузбијању рада званичних окружних и осталих установа Републике Србије на подручју Косова и Метохије. Посебне тешкоће постојале су управо у подељеној Косовској Митровици и осталим деловима Северног Косова, пошто су тамошњи Срби били упорни у настојању да остану у склопу држано-правног поретка Републике Србије.
Током наредних година, првобитна мрежа региналних администратора је измењена, тако да се регионалне структуре УНМИК-а више нису поклапале са званичном окружном поделом Косова и Метохије у државно-правном систему Републике Србије, осим у случају надлежности регионалног администратора у Косовској Митровици, чија се област и даље поклапала са територијом Косовскомитровачког управног округа.
Решењем УНМИК-а бр. 9 од 15. маја 2001. године прописан је "Уставни оквир" привремених органа самоуправе на Косову и Метохији, који није предвиђао постојање самоуправних органа на окружном нивоу, тако да су регионални администратори УНМИК-а и даље остали једини представници власти на том нивоу управе.
Решењем УНМИК-а бр. 11 од 17. априла 2003. године, функција регионалних администратора замењена је функцијом регионалних представника (Regional Representatives). Иако је овај корак био предузет упоредо са изграђивањем и јачањем локалних органа власти у склопу привремене самоуправе на Косову и Метохији, регионалним представницима су првобитно била остављена овлашћења дотадашњих регионалних администратора. Међутим, током наредних година, њихов делоккруг рада се постепено сужавао. Посебна овлашћења задржали су једино регионални представници у Косовској Митровици, због сложене ситуације у Северном Косову. Ову дужност је од 2005. до 2008. године обављао амерички дипломата Џерард Галучи (Gerard M. Gallucci), а након њега индијски дипломати Анил Васишт (Anil Vasisht) од 2009. године и Авадеш Матур (Avadhesh Mathur) од 2012. године.
Локалне албанске власти на Косову и Метохији су упоредо са изградњом својих пара-државних структура приступиле и стварању регионалних, односно окружних органа власти, што је довело до званичног образовања "Митровачког региона" (алб. Rajoni i Mitrovicës) односно Косовскомитровачког округа (УНМИК).